# Martin Bermoser
Martin Bermoser (geboren 1978 in Villach, Kärnten) ist ein österreichischer Schauspieler und Sänger im Theater, Film und Fernsehen.

## Leben
Martin Bermoser erhielt seine Ausbildung an der Musik und Kunst Privatuniversität der Stadt Wien und am HB-Studio in New York und nahm an diversen Method-Acting-Workshops teil. Seit 1998 ist er als Schauspieler und Sänger tätig.
Er spielte von 2005 bis 2006 im Astor Place Theatre in New York und am Theater am Potsdamer Platz in Berlin als erster österreichischer „Blue Man“ in der New Yorker Off-Broadway-Show BLUE MAN GROUP mit.
An der Volksoper Wien debütierte er in der Spielzeit 2006/07 als Paul Mikl in Lehárs Der Graf von Luxemburg, in der Regie des Volkstheater-Direktors Michael Schottenberg. Anschließend war er als Fedja im Musical Anatevka (Regie: Matthias Davids) und als Jonathan in der Kinder-Oper Antonia und der Reißteufel von Christian Kolonovits und Angelika Messner (Regie: Robert Meyer) zu sehen und hören. Es folgten Rollen in Kálmáns Die Csárdásfürstin (als Leutnant Eugen Rohnsdorff) und als Garderobier Paul in Cole Porters Kiss me, Kate. In der Spielzeit 2014/15 wirkte er als Zeke/Der Löwe in der Neuinszenierung des Musicals Der Zauberer von Oz mit.
Gastengagements hatte er bei den Shakespeare-Festspielen Rosenburg (2008, als Bassanio im Kaufmann von Venedig, inszeniert von Birgit Doll), bei den Sommerspielen Melk (Juni – August 2009, als Anatol in Tolstois Krieg und Frieden), am Alten Schauspielhaus Stuttgart (2010, als Stanley Kowalski in T. Williams’ Endstation Sehnsucht, Regie: Folke Braband), weiters am Theater des Lachens in Berlin (2004, in der männlichen Titelrolle von Shakespeares Troilus und Cressida, Regie: Astrid Griesbach), am Theater in der Josefstadt in Wien (als Soldat in Frischs Andorra, Regie: Peter Lotschak, Premiere: Spielzeit 2005/06) und am Schauspielhaus Wien.
Im März 2014 wirkte er beim Wiener Volkstheater in den Bezirken in der Uraufführung der Revue Doris Day, die letzte Jungfrau Hollywoods mit. Bei den Salzburger Festspielen 2015 war er der Darsteller des Münz-Mathias in der experimentellen Version Mackie Messer-eine Salzburger Dreigroschenoper von Brecht/Weill, Regie: Julian Crouch und Sven-Eric Bechtolf.
Weiter ist Bermoser Ensemblemitglied des Theater Panoptikum und Aggregat Valudskis unter der Leitung des litauischen Regisseurs Arturas Valudskis; im Herbst 2015 entstand zu Gabriel García Márquez’ Roman Hundert Jahre Einsamkeit eine neue Arbeit.
Seit der Uraufführung im September 2017 steht er als Richard Rattinger und Cover Josi Edler im Raimund Theater im Musical I Am from Austria auf der Bühne.
Martin Bermoser wirkte auch bei zahlreichen Kino- und TV-Produktionen mit: in Die Klavierspielerin unter der Regie von Michael Haneke, im Blunzenkönig, inszeniert von Leo Bauer, in der Akte Grüninger (Regie: Alain Gsponer) oder in Mission: Impossible – Rogue Nation, wobei Christopher McQuarrie Regie führte.
Martin Bermoser lebt in Wien, in der Leopoldstadt.

## Theater (Auswahl)
- 2005; 2006: Blue Man Group New York, Berlin
- 2009: Charley’s Tante, Rolle: Jack, Metropol Wien, Regie: Vicki Schubert
- 2009: Antonia und der Reißteufel, Rolle: Jonathan, Wiener Volksoper, Regie: Robert Meyer
- 2010: Endstation Sehnsucht, Rolle: Stanley Kowalski, Altes Schauspielhaus Stuttgart, Regie: Folke Braband
- 2011: Kiss Me, Kate, Rolle: Paul, Wiener Volksoper, Regie: Bernd Mottl
- 2012: The Sound of Music, Rolle: Rolf, Wiener Volksoper, Regie: Renaud Doucet
- 2014: Doris Day – die letzte Jungfrau Hollywoods, Volkstheater in den Bezirken, Regie: Andy Hallwaxx
- 2014; 2015; 2016; 2018: Der Zauberer von Oz, Rolle: Löwe, Wiener Volksoper, Regie: Henry Mason
- 2015: Mackie Messer – Eine Salzburger Dreigroschenoper, Rolle: Münz-Matthias, Salzburger Festspiele, Regie: Julian Crouch/Sven-Eric Bechtolf
- 2016: Familiengeschäfte, Rolle: Cliff McCracken, Stadttheater Klagenfurt, Regie: Henry Mason
- 2017: Der Barbier von Sevilla, Rolle: Ambrogio, Wiener Volksoper, Regie: Josef E. Köpplinger
- 2017: Lumpazi Vagabundus, Rolle: Zwirn, Festspiele Stockerau, Regie: Zeno Stanek
- 2017; 2018: I Am from Austria, Rolle: Rattinger, Raimundtheater Wien, Regie: Andreas Gergen
- 2018: Mayerling, Rolle: Kronprinz Rudolf, Rabenhof Theater, Regie: Thomas Gratzer
- 2018: Der Verschwender, Rolle: Julius Flotwell, Raimundspiele Gutenstein, Regie: Veronika Glatzner
- 2023: Der Zauberer von Oz (Harold Arlen Version[9]), Rolle: Zeke/Löwe, Regie: Henry Mason

## Filmografie (Auswahl)
- 2001: Die Klavierspielerin, Regie: Michael Haneke (Kino)
- 2004: Sonnenstich, Regie: Matthias Greuling (Kurzfilm)
- 2005: SOKO München: Ein Engel stirbt (TV-Serie)
- 2005; 2012; 2020: SOKO Kitzbühel (TV-Serie, drei Folgen)
- 2007: Tom Turbo: Der Tierbaby-Dieb, Regie: Sascha Bigler (TV-Serie)
- 2007; 2014; 2022: SOKO Donau (TV-Serie, drei Folgen)
- 2011: Schnell ermittelt: Georg Vitter, Regie: Michi Riebl (TV-Serie)
- 2012: Die Lottosieger: Spekulieren ohne Risiko, Regie: Leo Bauer (TV-Serie)
- 2013: Tatort: Zwischen den Fronten, Regie: Harald Sicheritz (TV-Reihe)
- 2014: Akte Grüninger, Regie: Alain Gsponer (Kino)
- 2015: Der Blunzenkönig, Regie: Leo Bauer (Kino)
- 2015: Mission: Impossible – Rogue Nation, Regie: Christopher McQuarrie (Kino)
- 2016: Beyond Valkyrie: Morgendämmerung des 'Vierten Reichs', Regie: Claudio Fäh (Kino)
- 2023: SOKO Leipzig: Das Weihnachtswunder, Regie: Sven Fehrensen (TV-Serie)
- 2024: Führer und Verführer
- 2025: Auf der Walz – Drei Jahre und ein Tag (Fernsehfilm)

## Diskografie
- 2017: I Am from Austria – Original Cast Album Live